# Vermiculum
Vermiculum es un género de foraminífero bentónico de la familia Miliolidae, de la superfamilia Milioloidea, del suborden Miliolina y del orden Miliolida. Su especie tipo es Vermiculum perlucidum. Su rango cronoestratigráfico abarca desde el Silúrico superior hasta la Actualidad.

## Clasificación
Vermiculum incluye a las siguientes especies:
- Vermiculum disciforme
- Vermiculum intortum
- Vermiculum planatum
- Vermiculum striatum
- Vermiculum urnae

Otras especies consideradas en Vermiculum son:
- Vermiculum globosum, aceptado como Oolina globosa
- Vermiculum laeve, aceptado como Reussoolina laevis
- Vermiculum marginatum, aceptado como Fissurina marginata
- Vermiculum oblongum, aceptado como Quinqueloculina oblonga
- Vermiculum perlucidum, aceptado como Lagena perlucida
- Vermiculum squamosum, aceptado como Favulina squamosa
- Vermiculum subrotundum, aceptado como Miliolinella subrotunda